# Фонд национального благосостояния России

Фонд национального благосостояния России, динамика изменений 2008—2025 годы.

Фонд национального благосостояния России (ФНБ) — российский государственный резервный фонд, является частью механизма пенсионного обеспечения граждан Российской Федерации на длительную перспективу.
ФНБ формируется за счёт дополнительных доходов федерального бюджета от нефтегазового комплекса и доходов от управления собственными средствами. Фактически, ФНБ наполняется из средств федерального бюджета, подлежащих обособленному учёту и управлению в целях обеспечения софинансирования добровольных пенсионных накоплений граждан России, а также обеспечения сбалансированности федерального бюджета и бюджета Пенсионного фонда России.
Часть ФНБ, номинированная в иностранной валюте и размещённая правительством России на счетах в Банке России, которая инвестируется им в иностранные финансовые активы, учитывается как часть Международных резервов Российской Федерации. Часть средств ФНБ использована в проектах, недопустимых по уровню риска и ликвидности для размещения международных резервов. Таким образом, ФНБ выполняет функции более рискового, но потенциально более доходного инструмента для Правительства РФ.
В 2022 году в результате наложенных на Россию санкций часть средств Фонда была заморожена, а сам фонд попал под санкции США, Канады, Австралии и всех стран Евросоюза, так как «использовался для покрытия бюджетного дефицита российского федерального бюджета во время войны против Украины».

## Описание
Фонд национального благосостояния России был сформирован 1 февраля 2008 года в результате разделения действовавшего на тот момент Стабилизационного фонда на Резервный фонд (создан для финансового обеспечения нефтегазового трансферта) и Фонд национального благосостояния (создан для обеспечения софинансирования добровольных пенсионных накоплений граждан Российской Федерации и сбалансированности (покрытия дефицита) бюджета Пенсионного фонда Российской Федерации). ФНБ пополнялся за счёт нефтегазовых доходов федерального бюджета в объёме, превышающем утверждённый на соответствующий финансовый год объём нефтегазового трансферта, с момента, когда накопленный объём средств Резервного фонда достигал (превышал) свою нормативную величину.
ФНБ представляет собой «подушку безопасности», которая позволяет государству компенсировать потерю нефтегазовых доходов в случае резкого падения цены на нефть и исполнить все принятые на себя социальные обязательства.
С 1 января 2018 года было произведено объединение ФНБ с Резервным фондом в единый фонд на базе ФНБ. С 1 февраля 2018 года Резервный фонд прекратил своё существование, а находившиеся в нём средства ранее были направлены на обеспечение выполнения государством своих расходных обязательств.
В результате объединения фондов целевое назначение средств ФНБ осталось прежним: софинансирование добровольных пенсионных накоплений граждан России, обеспечение сбалансированности бюджета Пенсионного фонда, но также добавилась цель по обеспечению сбалансированности (покрытия дефицита) федерального бюджета.

## Формирование ФНБ
Фонд национального благосостояния формируется за счёт:
- дополнительных нефтегазовых доходов федерального бюджета в соответствии с порядком, установленным Правительством Российской Федерации;
- доходов от управления средствами Фонда национального благосостояния[9] (с 1 февраля 2016 года до 1 февраля 2022 года доходы от управления средствами Фонда национального благосостояния направляются на финансовое обеспечение расходов федерального бюджета)[10].

Дополнительные нефтегазовые доходы федерального бюджета свыше цены отсечения направляются на пополнение Фонда национального благосостояния. В свою очередь ценой отсечения является базовая цена в размере 40 долларов США за баррель нефти марки Юралс в ценах 2017 года, подлежащая ежегодной индексации с 2018 года на 2 процента. Определение базовой цены на нефть на данном уровне обусловлено оценкой долгосрочного равновесного уровня цен на нефть.

## Управление средствами ФНБ
Управление средствами Фонда национального благосостояния осуществляет Минфин России в порядке, который устанавливает Правительство Российской Федерации. Отдельные полномочия по управлению средствами ФНБ могут осуществляться Центральным банком России.
Управление средствами ФНБ в целях обеспечения стабильного уровня доходов от их размещения в долгосрочной перспективе допускает возможность получения отрицательных финансовых результатов в краткосрочном периоде.

## Размещение
Средства Фонда национального благосостояния как по отдельности, так и одновременно могут размещаться в иностранную валюту и финансовые активы следующих видов:
- долговые обязательства иностранных государств, иностранных государственных агентств и центральных банков;
- долговые обязательства международных финансовых организаций, в том числе в форме ценных бумаг;
- депозиты и остатки на банковских счетах в банках и кредитных организациях, в том числе в целях финансирования самоокупаемых инфраструктурных проектов;
- депозиты и остатки на банковских счетах в государственной корпорации «Банк развития и внешнеэкономической деятельности (Внешэкономбанк)», в том числе в целях финансирования проектов государственной корпорации «Банк развития и внешнеэкономической деятельности (Внешэкономбанк)» в реальном секторе экономики, реализуемых российскими организациями;
- депозиты и остатки на банковских счетах в Центральном банке Российской Федерации;
- долговые обязательства и акции юридических лиц, в том числе российские ценные бумаги, связанные с реализацией самоокупаемых инфраструктурных проектов (перечень таких проектов утверждается Правительством Российской Федерации);
- паи инвестиционных фондов, доверительное управление которыми осуществляется Управляющая компания Российского Фонда прямых инвестиций.

Правительство Российской Федерации в составе отчётности об исполнении федерального бюджета представляет в Государственную думу Федерального Собрания Российской Федерации и Совет Федерации Федерального Собрания Российской Федерации годовой отчёт о формировании и использовании дополнительных нефтегазовых доходов федерального бюджета, ежеквартальный и годовой отчёты о формировании и использовании средств Фонда национального благосостояния и об управлении его средствами.
В 2021 года средствами из входящего в состав ФНБ Резервного фонда в размере 7 млрд руб. финансировался предназначенный для создания патриотического медиа-контента Институт развития интернета.

## Структура размещения в активы и доходность
Правительство Российской Федерации устанавливает предельные нормы разрешённых финансовых активов в общем объёме размещаемых средств ФНБ. В целях повышения эффективности управления средствами ФНБ Минфин России уполномочен утверждать нормативные доли разрешённых финансовых активов в общем объёме размещённых средств ФНБ в пределах соответствующих долей, установленных Правительством Российской Федерации.
| Разрешённые финансовые активы, определённые Бюджетным кодексом Российской Федерации | Предельные доли, установленные Правительством Российской Федерации                         |
| --- | ------------------------------------------------------------------------------------------ |
| Максимальная доля долговых обязательств иностранных государств | 100 %                                                                                      |
| Максимальная доля долговых обязательств иностранных государственных агентств и центральных банков | 30 %                                                                                       |
| Максимальная доля долговых обязательств международных финансовых организаций | 15 %                                                                                       |
| Максимальная доля депозитов и остатков на банковских счетах в Центральном банке Российской Федерации | 100 %                                                                                      |
| Максимальная доля долговых обязательств юридических лиц | 50 %                                                                                       |
| Максимальная доля акций юридических лиц | 50 %                                                                                       |
| Максимальная доля долговых обязательств и акций российских юридических лиц, связанных с реализацией проектов (за исключением проектов, реализуемых с участием акционерного общества «Управляющая компания Российского Фонда Прямых Инвестиций» и Государственной корпорации по атомной энергии «Росатом») | не более 40 % от объёма ФНБ по состоянию на 1 апреля 2015 года, но не более 1738 млрд руб. |
| Максимальная доля долговых обязательств и акций российских юридических лиц, связанных с реализацией проектов, реализуемых с участием акционерного общества «Управляющая компания Российского Фонда Прямых Инвестиций»                                                                                     | не более 290 млрд руб.                                                                     |
| Максимальная доля долговых обязательств и акций российских юридических лиц, связанных с реализацией проектов, реализуемых с участием Государственной корпорации по атомной энергии «Росатом» | не более 290 млрд руб.                                                                     |

По состоянию на 1 января 2018 г. объём ФНБ составил 3 753 млрд рублей, что эквивалентно 65 млрд долл. США, в том числе:
1. на отдельных счетах по учёту средств ФНБ в Банке России — порядка 15 млрд долл. США, 15 млрд евро, 3 млрд фунтов стерлингов;
2. на депозитах во Внешэкономбанке — более 222 млрд рублей и 6 млрд долл. США;
3. в долговые обязательства иностранных государств на основании отдельного решения Правительства Российской Федерации, без предъявления требования к рейтингу долгосрочной кредитоспособности — 3,00 млрд долл. США;
4. в ценные бумаги российских эмитентов, связанные с реализацией самоокупаемых инфраструктурных проектов, перечень которых утверждается Правительством Российской Федерации — 113 млрд рублей и 4 млрд долл. США;
5. в привилегированные акции кредитных организаций — около 279 млрд рублей;
6. на депозитах в Банк ВТБ (ПАО) и Банк ГПБ (АО) в целях финансирования самоокупаемых инфраструктурных проектов, перечень которых утверждается Правительством Российской Федерации — порядка 164 млрд рублей.

Совокупный доход от размещения средств Фонда в разрешённые финансовые активы, за исключением средств на счетах в Банке России, в 2017 г. составил 50,84 млрд рублей, что эквивалентно 0,87 млрд долл. США.
В 2018 году доходы федерального бюджета РФ от размещения средств Фонда национального благосостояния составили 70,52 млрд рублей.
Все данные по структуре вложенных средств ФНБ в финансовые активы и доходности от вложений обновляются на ежегодной основе на официальном сайте Минфина России.
24 февраля 2021 года валютная структура средств Фонда национального благосостояния изменена. Доли доллара и евро сокращены с 45 % до 35 %, в нормативную валютную структуру средств ФНБ включены японская иена с долей 5 % и китайский юань с долей 15 %.
5 июля 2021 года Минфин завершил конверсионные операции, в результате которых из структуры ФНБ полностью исключён доллар США и снижена доля фунта стерлингов — эти валюты были конвертированы в юани, евро и золото. Кроме отказа от доллара произошло изменение пропорций остальных четырёх валют в ФНБ, а в состав его резервов добавлено золото в обезличенной форме. Доля доллара снижена с 35 % до 0 %, а фунта стерлингов — с 10 % до 5 %. Доли евро и китайского юаня, напротив, увеличены с 35 % до 39,7 % и с 15 % до 30,4 %, соответственно. При этом в конце 2021 года на Россию приходилась треть всех мировых резервов, номинированных в юанях. Доля японской иены сохранена на уровне 4,7 %. Кроме того, в состав ликвидных активов ФНБ добавлено золото с долей в 20,2 %. Изменения проведены в соответствии с постановлением правительства РФ от 21 мая 2001 года с целью «обеспечения сохранности средств ФНБ в контексте макроэкономических и геополитических тенденций последних лет и решений, направленных на „дедолларизацию“ российской экономики».
Объём ФНБ на 1 июля 2021 года составил 13,6 трлн руб., что эквивалентно 188 млрд долларов. Его ликвидная часть (не вложенная в проекты, собственно деньги на счетах в ЦБ) составила 8,3 трлн руб., или 115 млрд. в долларовом эквиваленте. К 1 декабря 2021 года объём ФНБ составил 13,9 трлн руб. (12,0 % ВВП, прогнозируемого на 2021 год), что эквивалентно 185,2 млрд долларов. Объём ликвидных активов фонда составил 8,5 трлн руб. (113,25 млрд долларов).
ФНБ на июль 2022 года составил 10,775 трлн рублей.
В сентябре 2023 года агентство Bloomberg сообщило, что Россия, несмотря на возросшие оборонные расходы и ограничения цены на продажу её нефти, планирует пополнять ФНБ за счёт растущих доходов от продажи энергоносителей. В течение трёх ближайших лет планируется увеличить фонд на 40 % и достигнуть уровня 155,5 миллиардов долларов, который превышает показатель начала 2022 года.
В 2023 году, по данным Минфина РФ, доходы ФНБ от размещения своих средств в финансовые активы составили 358,3 млрд рублей. Из них 2,6 млрд — проценты по валютным счетам в Банке России; 355,6 млрд — доходы от вложений в иные финансовые активы, среди которых 282,3 млрд — дивиденды по обыкновенным акциям Сбербанка.
В начале 2024 года ЦБ РФ завершил процесс избавления от валют "недружественных" стран. Последней валютой, которую продал ЦБ, стал евро. С января 2024 года фонд наполнен только рублями, ценными бумагами, золотом и юанями.
На 1 января 2024 года сумма средств ФНБ составила 8 % ВВП РФ (около 11,97 трлн руб). По словам главы РФПИ Кирилла Дмитриева, 124 млрд руб инвестиций ФНБ вернулись, превысив изначальный показатель в полтора раза. Доходность от вложений ФНБ в три российских проекта: «Запсибнефтехима», «Ростелекома» и «Россетей» — оказалась на 30 % выше чем у фонда выходило получать от зарубежных инвестиций. В 2023 году из ФНБ было проинвестировано свыше 1,1 трлн рублей, в том числе в инфраструктурные проекты — 586 млрд руб, что на 42 % больше чем в 2022 году. Из ФНБ в 2023 году больше всего средств было выделено на выкуп импортного флота у западных лизингодателей — 300 млрд рублей, льготную программу лизинга российских самолётов для группы «Аэрофлот» — 175 млрд, строительство участка трассы М-12 от Казани до Екатеринбурга — 116,2 млрд, докапитализацию «Дом. РФ» — 87,7 млрд, развитие железнодорожной инфраструктуры ЦТУ — 86,8 млрд рублей. На начало 2024 года в ФНБ заложено 880 млрд инвестиций, среди них 392 млрд — на строительство крупнейшего в стране завода по сжижению газа в Усть-Луге.

## Динамика изменений
Сведения об изменениях объёма ФНБ в долларах США и в рублёвом эквиваленте, а также данные о движении средств и результатах управления средствами Фонда национального благосостояния ежемесячно публикуются на сайте Минфина России. При анализе цифр нужно учитывать, что средства фонда сформированы в разных валютах и для итогов всегда происходит пересчёт по текущему курсу. Обычно вся сумма выражается либо в долларах США, либо в рублях, но это не показывает, сколько на счетах фонда находится непосредственно долларов или рублей.
| Дата       | Размер фонда, млрд рублей | в процентах к ВВП | Размер фонда, млрд долларов |
| ---------- | ------------------------- | ----------------- | --------------------------- |
| 01.02.2008 | 783,31                    | 1,9               | 32,00                       |
| 01.03.2008 | 777,03                    | 1,9               | 32,22                       |
| 01.04.2008 | 773,57                    | 1,9               | 32,90                       |
| 01.05.2008 | 773,82                    | 1,9               | 32,72                       |
| 01.06.2008 | 773,93                    | 1,9               | 32,60                       |
| 01.07.2008 | 770,56                    | 1,9               | 32,85                       |
| 01.08.2008 | 766,48                    | 1,9               | 32,69                       |
| 01.09.2008 | 784,51                    | 1,9               | 31,92                       |
| 01.10.2008 | 1 228,88                  | 3,0               | 48,68                       |
| 01.11.2008 | 1 667,48                  | 4,0               | 62,82                       |
| 01.12.2008 | 2 108,46                  | 5,1               | 76,38                       |
| 01.01.2009 | 2 584,49                  | 6,3               | 87,97                       |
| 01.02.2009 | 2 991,50                  | 7,7               | 84,47                       |
| 01.03.2009 | 2 995,51                  | 7,7               | 83,86                       |
| 01.04.2009 | 2 915,21                  | 7,5               | 85,71                       |
| 01.05.2009 | 2 869,44                  | 7,4               | 86,30                       |
| 01.06.2009 | 2 784,14                  | 7,2               | 89,86                       |
| 01.07.2009 | 2 813,94                  | 7,3               | 89,93                       |
| 01.08.2009 | 2 858,70                  | 7,4               | 90,02                       |
| 01.09.2009 | 2 863,08                  | 7,4               | 90,69                       |
| 01.10.2009 | 2 764,37                  | 7,1               | 91,86                       |
| 01.11.2009 | 2 712,56                  | 7,0               | 93,38                       |
| 01.12.2009 | 2 769,84                  | 7,1               | 92,89                       |
| 01.01.2010 | 2 769,02                  | 7,1               | 91,56                       |
| 01.02.2010 | 2 757,89                  | 6,0               | 90,63                       |
| 01.03.2010 | 2 684,21                  | 5,8               | 89,63                       |
| 01.04.2010 | 2 630,27                  | 5,7               | 89,58                       |
| 01.05.2010 | 2 601,62                  | 5,6               | 88,83                       |
| 01.06.2010 | 2 616,54                  | 5,7               | 85,80                       |
| 01.07.2010 | 2 666,41                  | 5,8               | 85,47                       |
| 01.08.2010 | 2 663,76                  | 5,8               | 88,24                       |
| 01.09.2010 | 2 671,54                  | 5,8               | 87,12                       |
| 01.10.2010 | 2 722,15                  | 5,9               | 89,54                       |
| 01.11.2010 | 2 772,80                  | 6,0               | 90,08                       |
| 01.12.2010 | 2 761,96                  | 6,0               | 88,22                       |
| 01.01.2011 | 2 695,52                  | 5,8               | 88,44                       |
| 01.02.2011 | 2 674,53                  | 4,4               | 90,15                       |
| 01.03.2011 | 2 631,98                  | 4,4               | 90,94                       |
| 01.04.2011 | 2 609,66                  | 4,3               | 91,80                       |
| 01.05.2011 | 2 594,58                  | 4,3               | 94,34                       |
| 01.06.2011 | 2 597,55                  | 4,3               | 92,54                       |
| 01.07.2011 | 2 600,00                  | 4,3               | 92,61                       |
| 01.08.2011 | 2 566,04                  | 4,3               | 92,70                       |
| 01.09.2011 | 2 673,05                  | 4,4               | 92,63                       |
| 01.10.2011 | 2 827,10                  | 4,7               | 88,69                       |
| 01.11.2011 | 2 726,42                  | 4,5               | 91,19                       |
| 01.12.2011 | 2 764,40                  | 4,6               | 88,26                       |
| 01.01.2012 | 2 794,43                  | 4,6               | 86,79                       |
| 01.02.2012 | 2 682,21                  | 3,9               | 88,33                       |
| 01.03.2012 | 2 600,88                  | 3,8               | 89,84                       |
| 01.04.2012 | 2 624,78                  | 3,9               | 89,50                       |
| 01.05.2012 | 2 619,52                  | 3,8               | 89,21                       |
| 01.06.2012 | 2 773,78                  | 4,1               | 85,48                       |
| 01.07.2012 | 2 810,45                  | 4,1               | 85,64                       |
| 01.08.2012 | 2 742,85                  | 4,0               | 85,21                       |
| 01.09.2012 | 2 772,45                  | 4,1               | 85,85                       |
| 01.10.2012 | 2 708,58                  | 4,0               | 87,61                       |
| 01.11.2012 | 2 748,67                  | 4,0               | 87,19                       |
| 01.12.2012 | 2 716,61                  | 4,0               | 87,47                       |
| 01.01.2013 | 2 690,63                  | 4,0               | 88,59                       |
| 01.02.2013 | 2 678,63                  | 3,7               | 89,21                       |
| 01.03.2013 | 2 682,58                  | 3,7               | 87,61                       |
| 01.04.2013 | 2 696,73                  | 3,7               | 86,76                       |
| 01.05.2013 | 2 727,79                  | 3,7               | 87,27                       |
| 01.06.2013 | 2 739,33                  | 3,8               | 86,72                       |
| 01.07.2013 | 2 828,23                  | 3,9               | 86,47                       |
| 01.08.2013 | 2 858,04                  | 3,9               | 86,90                       |
| 01.09.2013 | 2 884,79                  | 4,0               | 86,77                       |
| 01.10.2013 | 2 847,35                  | 3,9               | 88,03                       |
| 01.11.2013 | 2 845,19                  | 3,9               | 88,74                       |
| 01.12.2013 | 2 922,79                  | 4,0               | 88,06                       |
| 01.01.2014 | 2 900,64                  | 4,0               | 88,63                       |
| 01.02.2014 | 3 079,94                  | 4,0               | 87,39                       |
| 01.03.2014 | 3 145,34                  | 4,0               | 87,25                       |
| 01.04.2014 | 3 122,51                  | 4,0               | 87,50                       |
| 01.05.2014 | 3 127,94                  | 4,0               | 87,62                       |
| 01.06.2014 | 3 033,17                  | 3,8               | 87,32                       |
| 01.07.2014 | 2 957,38                  | 3,7               | 87,94                       |
| 01.08.2014 | 3 088,79                  | 3,9               | 86,46                       |
| 01.09.2014 | 3 150,50                  | 4,0               | 85,31                       |
| 01.10.2014 | 3 276,79                  | 4,1               | 83,20                       |
| 01.11.2014 | 3 547,02                  | 4,5               | 81,74                       |
| 01.12.2014 | 3 994,12                  | 5,0               | 79,97                       |
| 01.01.2015 | 4 388,09                  | 5,3               | 78,00                       |
| 01.02.2015 | 5 101,83                  | 6,1               | 74,02                       |
| 01.03.2015 | 4 590,59                  | 5,5               | 74,92                       |
| 01.04.2015 | 4 346,94                  | 5,2               | 74,35                       |
| 01.05.2015 | 3 946,42                  | 4,7               | 76,33                       |
| 01.06.2015 | 4 018,51                  | 4,8               | 75,86                       |
| 01.07.2015 | 4 200,53                  | 5,1               | 75,65                       |
| 01.08.2015 | 4 398,15                  | 5,3               | 74,56                       |
| 01.09.2015 | 4 903,67                  | 5,9               | 73,76                       |
| 01.10.2015 | 4 878,80                  | 5,9               | 73,66                       |
| 01.11.2015 | 4 728,39                  | 5,7               | 73,45                       |
| 01.12.2015 | 4 784,05                  | 5,8               | 72,22                       |
| 01.01.2016 | 5 227,18                  | 6,1               | 71,72                       |
| 01.02.2016 | 5 348,66                  | 6,2               | 71,15                       |
| 01.03.2016 | 5 356,96                  | 6,3               | 71,34                       |
| 01.04.2016 | 4 947,33                  | 5,8               | 73,18                       |
| 01.05.2016 | 4 751,69                  | 5,5               | 73,86                       |
| 01.06.2016 | 4 823,19                  | 5,6               | 72,99                       |
| 01.07.2016 | 4 675,36                  | 5,5               | 72,76                       |
| 01.08.2016 | 4 842,00                  | 5,7               | 72,21                       |
| 01.09.2016 | 4 719,17                  | 5,5               | 72,71                       |
| 01.10.2016 | 4 617,54                  | 5,4               | 72,71                       |
| 01.11.2016 | 4 541,93                  | 5,3               | 72,20                       |
| 01.12.2016 | 4 628,09                  | 5,4               | 71,26                       |
| 01.01.2017 | 4 359,16                  | 4,7               | 71,87                       |
| 01.02.2017 | 4 359,30                  | 4,7               | 72,46                       |
| 01.03.2017 | 4 206,38                  | 4,6               | 72,60                       |
| 01.04.2017 | 4 134,27                  | 4,5               | 73,33                       |
| 01.05.2017 | 4 192,50                  | 4,5               | 73,57                       |
| 01.06.2017 | 4 192,30                  | 4,6               | 74,18                       |
| 01.07.2017 | 4 385,49                  | 4,8               | 74,22                       |
| 01.08.2017 | 4 449,35                  | 4,8               | 74,72                       |
| 01.09.2017 | 4 425,68                  | 4,8               | 75,36                       |
| 01.10.2017 | 4 210,36                  | 4,6               | 72,57                       |
| 01.11.2017 | 4 130,81                  | 4,4               | 69,36                       |
| 01.12.2017 | 3 904,76                  | 4,3               | 66,94                       |
| 01.01.2018 | 3 752,94                  | 3,6               | 65,15                       |
| 01.02.2018 | 3 729,71                  | 3,6               | 66,26                       |
| 01.03.2018 | 3 698,96                  | 3,5               | 66,44                       |
| 01.04.2018 | 3 772,83                  | 3,6               | 65,88                       |
| 01.05.2018 | 3 962,67                  | 3,8               | 63,91                       |
| 01.06.2018 | 3 927,58                  | 3,8               | 62,75                       |
| 01.07.2018 | 4 839,26                  | 4,6               | 77,11                       |
| 01.08.2018 | 4 844,38                  | 4,6               | 77,16                       |
| 01.09.2018 | 5 160,28                  | 4,9               | 75,79                       |
| 01.10.2018 | 5 004,49                  | 4,8               | 76,20                       |
| 01.11.2018 | 4 972,44                  | 4,8               | 75,59                       |
| 01.12.2018 | 4 567,74                  | 4,4               | 68,55                       |
| 01.01.2019 | 4 036,05                  | 3,7               | 58,10                       |
| 01.02.2019 | 3 903,00                  | 3,5               | 59,05                       |
| 01.03.2019 | 3 887,88                  | 3,5               | 59,12                       |
| 01.04.2019 | 3 828,25                  | 3,5               | 59,14                       |
| 01.05.2019 | 3 814,44                  | 3,5               | 58,96                       |
| 01.06.2019 | 3 821,72                  | 3,5               | 58,74                       |
| 01.07.2019 | 3 762,96                  | 3,4               | 59,66                       |
| 01.08.2019 | 7 867,70                  | 7,1               | 124,14                      |
| 01.09.2019 | 8 170,49                  | 7,4               | 122,88                      |
| 01.10.2019 | 7 927,69                  | 7,2               | 123,07                      |
| 01.11.2019 | 7 949,61                  | 7,2               | 124,46                      |
| 01.12.2019 | 7 946,22                  | 7,2               | 124,00                      |
| 01.01.2020 | 7 773,06                  | 6,8               | 125,56                      |
| 01.02.2020 | 7 840,55                  | 6,9               | 124,38                      |
| 01.03.2020 | 8 249,59                  | 7,3               | 123,4                       |
| 01.04.2020 | 12 855,75                 | 11,3              | 165,38                      |
| 01.05.2020 | 12 405,77                 | 10,9              | 168,35                      |
| 01.06.2020 | 12 161,48                 | 10,7              | 171,89                      |
| 01.07.2020 | 12 139,60                 | 10,7              | 173,54                      |
| 01.08.2020 | 12 958,68                 | 11,4              | 176,64                      |
| 01.09.2020 | 13 256,66                 | 11,7              | 177,61                      |
| 01.10.2020 | 13 733,05                 | 12,1              | 172,34                      |
| 01.11.2020 | 13 298,63                 | 11,7              | 167,63                      |
| 01.12.2020 | 13 457                    | 11,8              | 177,393                     |
| 01.01.2021 | 13 546                    | 11,9              | 183,362                     |
| 01.02.2021 | 13 649                    | 11,8              | 179                         |
| 01.03.2021 | 13 552,05                 | 11,7              | 182,06                      |
| 01.04.2021 | 13 802,1185               | 11,9              | 182,3                       |
| 01.05.2021 | 13 825                    | 12                | 185,9                       |
| 01.06.2021 | 13 938                    | 12,1              | 189,4                       |
| 01.07.2021 | 13 574                    | 11,7              | 187,57                      |
| 01.08.2021 | 13 757                    | 11,9              | 188,10                      |
| 01.09.2021 | 14 016,05                 | 12,1              | 190,51                      |
| 01.10.2021 | 13 898,52                 | 10,6              | 191,02                      |
| 01.11.2021 | 13 945,07                 | 10,6              | 197,75                      |
| 01.12.2021 | 13 886,33                 | 10,6              | 185,20                      |
| 01.01.2022 | 13 565,35                 | 10,4              | 182,59                      |
| 01.02.2022 | 13 610,27                 | 10,2              | 174,9                       |
| 01.03.2022 | 12 935,11                 | 9,7               | 154,82                      |
| 01.04.2022 | 13 052,30                 | 9,8               | 155,23                      |
| 01.05.2022 | 11 005,37                 | 8,3               | 154,95                      |
| 01.06.2022 | 12 476,37                 | 9,4               | 197,725                     |
| 01.08.2022 | 12 155,885                | 9,1               | 198,269                     |
| 01.09.2022 | 11 869,90                 | 8,9               | 196,63                      |
| 01.10.2022 | 10 792,19                 | 8,1               | 187,97                      |
| 01.11.2022 | 11 374,082                | 8,5               | 184,841                     |
| 01.12.2022 | 11 389,51                 | 8,5               | 186,49                      |
| 01.01.2023 | 10 434,58                 | 7,8               | 148,35                      |
| 01.02.2023 | 10 807,595                | 7,2               | 155,298                     |
| 01.03.2023 | 11 106,4                  | 7,4               | 147,237                     |
| 01.04.2023 | 11 906,061                | 7,9               | 154,451                     |
| 01.05.2023 | 12 475,588                | 8,3               | 154,958                     |
| 01.08.2023 | 13 313,45                 | 8,9               | 146,337                     |
| 01.09.2023 | 13 703,6                  | 9,1               | 142,853                     |
| 01.10.2023 | 13 648,3                  | 9,1               | 140,106                     |
| 01.11.2023 | 13 541,2                  | 9,0               | 145,224                     |
| 01.12.2023 | 13 432,97                 | 9,0               | 151,129                     |
| 01.01.2024 | 11 965,1                  | 8,0               | 133,407                     |
| 01.02.2024 | 11 922,4                  | 6,6               | 133,526                     |
| 01.03.2024 | 12 259                    | 6,8               | 133,436                     |
| 01.04.2024 | 12 534,4                  | 7                 | 135,704                     |
| 01.05.2024 | 12 750,8                  | 7,1               | 138,929                     |
| 01.06.2024 | 12 601,4                  | 7                 | 141,489                     |
| 01.07.2024 | 12 601,7                  | 7                 | 146,962                     |
| 01.08.2024 | 12 165,8                  | 6,4               | 133,416                     |
| 01.09.2024 | 12 277,511                | 6,4               | 142,216                     |
| 01.10.2024 | 12 787,132                | 6,7               | 137,922                     |
| 01.11.2024 | 12 726,198                | 6,6               | 131,126                     |
| 01.12.2024 | 13 096,719                | 6,8               | 121,558                     |
| 01.01.2025 | 11 879,973                | 6,2               | 116,837                     |
| 01.02.2025 | 11 965,80                 | 5,6               | 122,09                      |
| 01.03.2025 | 11 880,61                 | 5,5               | 135,47                      |
| 01.04.2025 | 11 750                    | 5,5               | 140,4                       |
| 01.05.2025 | 11 791,774                | 5,5               | 144,575                     |
| 01.07.2025 | 13 090,6                  | 5,9               | 166,8                       |
| 01.08.2025 | 13 080,455                | 5,9               | 159,84                      |